# Женис, Аскар Женисулы
Аскар Женисулы Женис (каз. Асқар Жеңісұлы Жеңіс; род. 24 февраля 1974, КазССР) — казахстанский дипломат, Чрезвычайный и полномочный посол Казахстана в Арабской Республике Египет.

## Биография
Происходит из рода кыстык племени албан. Окончил Казахский национальный университет им. аль-Фараби по специальности «Востоковедение» в 1996 году.
- Референт службы государственного протокола, Атташе, Третий секретарь Министерства иностранных дел РК (1997—2000);[1]
- Заведующий сектором протокола Национальной нефтегазовой компанией «Казахойл» (2000—2001);
- Заместитель директора организационно-контрольного Департамента, ОАО «Казахтелеком» (2001—2002);
- Менеджер ЗАО «Казтрансгаз» (2002—2003);
- Третий секретарь, Второй секретарь Департамента Азии и Африки Министерства иностранных дел РК (2003—2004);
- Третий секретарь, Второй секретарь, Первый секретарь посольства РК в Арабской Республике Египет (2004—2007);
- Начальник Управления Департамента Азии и Африки Министерства иностранных дел РК (2007—2008);
- Главный консультант центра внешней политики Администрации Президента РК (2008);
- Генеральный консул РК в Стамбуле, Турция (2008—2012);
- Генеральный консул РК в Дубаи, ОАЭ (2012—2014);
- Чрезвычайный и Полномочный Посол Республики Казахстан в Государстве Катар (09.2014-09.2020);
- Председатель Комитета по инвестициям Министерства иностранных дел Республики Казахстан (10.2020-08.2021);[2]
- Директор Департамента Ближнего, Среднего Востока и Африки МИД РК (2021-02.2024);
- Посол по особым поручениям МИД РК (с февраля 2024 по 5 января 2025);
- Чрезвычайный и Полномочный Посол Республики Казахстан в Арабской Республике Египет (с 5 января 2025).

## Награды
- Медаль «Ерен еңбегі үшін» (22.10.2022)